# Ciżmówka kosmata

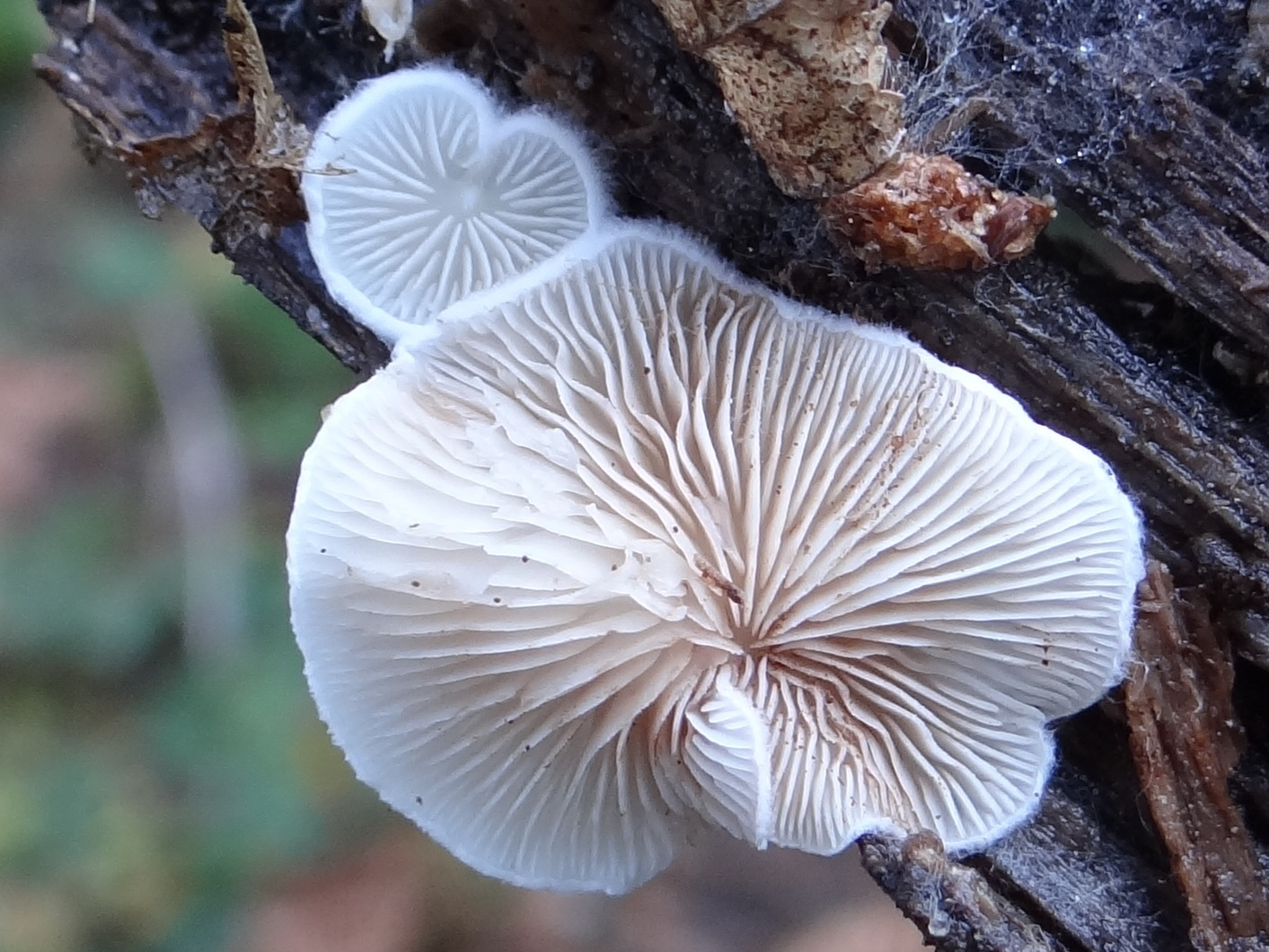
Blaszki ciżmówki kosmatej

Ciżmówka kosmata (Crepidotus bresadolae Pilát) – gatunek grzybów należący do rodziny ciżmówkowatych (Crepidotaceae).

## Systematyka i nazewnictwo
Pozycja w klasyfikacji według Index Fungorum: Crepidotus, Crepidotaceae, Agaricales, Agaricomycetidae, Agaricomycetes, Agaricomycotina, Basidiomycota, Fungi.
Synonimy naukowe:
- Agaricus versutus Peck 1877
- Crepidotus pubescens Bres. 1930
- Crepidotus versutus (Peck) Sacc. 1887[2].

Nazwę polską podał Władysław Wojewoda w 2003 r. (dla synonimu Crepidotus versutus).

## Morfologia
Kapelusz
Średnica 5–15 mm. Jest nerkowaty lub półkulisty, cienki i przyrośnięty bokiem, brzegi podwinięte. Powierzchnia biała, filcowata, sucha. Nie jest higrofaniczny. W odróżnieniu od podobnych gatunków ciżmówki powierzchnia długo pozostaje czysto biała, dopiero u starych okazów staje się ochrowobrązowa.
Blaszki
Rozchodzą się promieniście od miejsca przyrośnięcia kapelusza do podłoża. Są białe, cienkie, rzadkie i postrzępione. Ciemnieją dopiero u starszych okazów.
Trzon
Niewielki trzon występuje tylko u bardzo młodych okazów.
Miąższ
Cienki, biały, o łagodnym smaku i niewyraźnym zapachu.
Wysyp zarodników
Żółtawo-brązowy. Zarodniki elipsoidalne, niewyraźnie, bardzo drobno punktowane, o rozmiarach 11-7 × 4,5–6 μm. Podstawki 4-zarodnikowe.
Gatunki podobne
Istnieje wiele podobnych gatunków ciżmówki. Dla ciżmówki kosmatej charakterystyczna jest budowa zarodników (duże, elipsoidalne, drobno punktowane) i biała, filcowata powierzchnia kapelusza. Wskazówką może być także długo utrzymująca się biała barwa kapelusza.

## Występowanie i siedlisko
Występuje w Ameryce Północnej i w Europie.
Saprotrof rosnący na martwym drewnie drzew liściastych (na gałązkach, pniach), czasami także na butwiejących liściach. Występuje grupowo, głównie późną jesienią. Jest dość rzadki. Rośnie głównie na olszy szarej.